# Симоненко, Павел Кондратьевич
Па́вел Кондра́тьевич Симоне́нко (16 июля 1915 — 22 сентября 1980) — участник Великой Отечественной войны, полный кавалер ордена Славы. Награждён пятью орденами Славы (3 — третей степени; 1 — второй степени и 1 — первой степени).

## Биография
Родился 16 июля 1915 года в селе Лосятин (ныне Васильковский район, Киевская область) в семье крестьянина. После окончания 4 классов школы (в 1927 году) трудился в домашнем хозяйстве, затем в колхозе.
В 1937 году был впервые призван в Красную армию. Демобилизован в 1939 году. В июне 1941 года вновь призван в Красную Армию. С 27 июня того же года начал участвовать в боях Великой Отечественной войны. С сентября 1943 года служил в 12-й штурмовой инженерно-саперной бригаде резерва Верховного Главнокомандования. За время службы в 12-й бригаде был: сапёром, командиром отделения и химинструктором.
26 сентября 1943 года во время боёв за Мелитополь, Павел Симоненко лично сделал 3 прохода в заграждении противника. Спустившись в противотанковый ров, обеспечил проход пехоты. За эти действия он был награждён медалью «За отвагу».
В октябре 1943 года Симоненко охранял противотанковое минное поле на территории 550-го стрелкового полка. Во время одной из атак вражеский танк подорвался на мине, однако продолжил вести огонь. Павел Кондратьевич, подобравшись к танку, уничтожил его экипаж, а затем и сам танк. За этот бой он был награждён орденом Красной Звезды.
8 апреля 1944 года во время Крымской наступательной операции группа под командованием Симоненко под пулемётным огнём противника проделала 2 прохода в проволочном заграждении противника вблизи села Ишунь. 22 мая 1944 года он был награждён орденом Славы 3-й степени.
7 мая 1944 года во время штурма укрепрайонов вблизи Сапун-горы под вражеским огнём сделал 2 прохода в оборонительном заграждении врага, а затем забросал пулемётный расчёт противника противотанковыми гранатами. 16 ноября 1945 был награждён орденом Славы 2-й степени.
5—12 мая 1944 года во время освобождения Севастополя, под беспрерывным огнём противника, уничтожил вражеский дзот. 16 июня 1944 года был награждён орденом Славы 3-й степени (повторно). В 1968 году был перенаграждён орденом Славы 1-й степени.
21 декабря 1944 года во время Будапештской наступательной операции уничтожил огневую точку противника ручными гранатами, чем обеспечил дальнейшее продвижение пехоты, также уничтожил трёх солдат противника в рукопашном бою. 21 января 1945 был награждён орденом Славы 3-й степени.
Во время боёв за Будапешт Симоненко подорвал железнодорожный мост в Будафоке (предместье Будапешта). В последующих боях уничтожил две огневые точки врага. Участвовал в штурме королевского дворца, во время которого взял в плен 160 вражеских солдат. За эти бои он был награждён орденом Отечественной войны 1-й степени.
Демобилизовался в октябре 1945 года. После демобилизации жил в Первомайске Луганской области, затем переехал в Попасную, где работал машинистом на шахте.
Умер 22 сентября 1980.

## Награды
- Орден Отечественной войны 1 степени (14 декабря 1945)[1][3];
- Орден Красной Звезды (1 ноября 1943)[1][4];
- Орден Славы 1 степени (7 июня 1968 — № 2946)[1];
- Орден Славы 2 степени (16 ноября 1944 — № 30007)[1][5];
- 3 ордена Славы 3 степени (22 мая 1944 — № 36460; 16 июня 1944 — перенаграждён; 21 января 1945)[1][6][7][8];
- Медаль «За отвагу» (3 октября 1943)[1][9];
- ряд медалей[1].